# Elektrický dipól

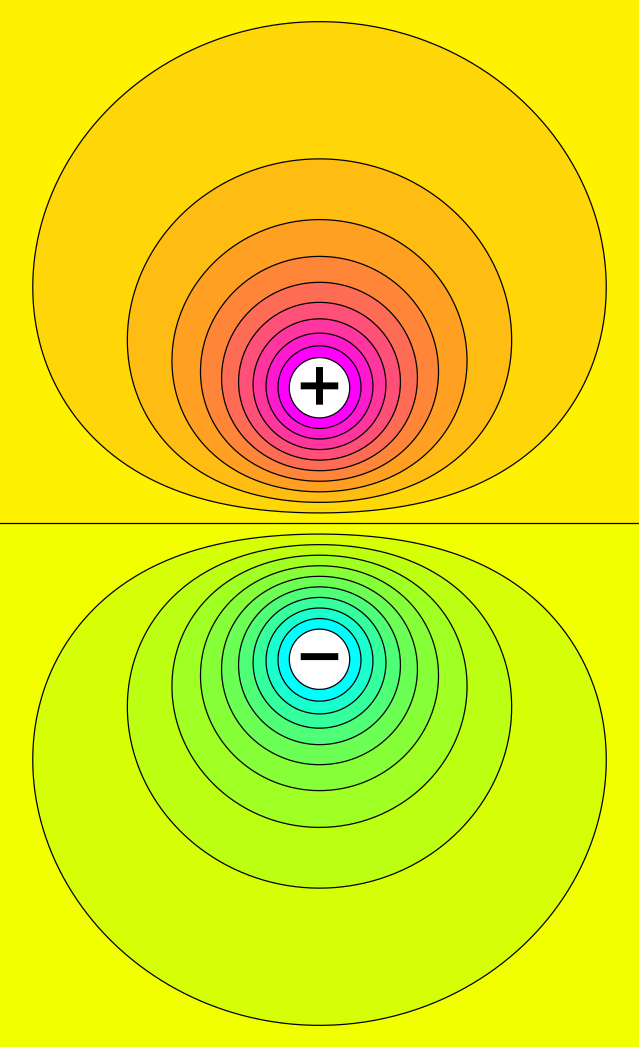
Elektrický dipól, intenzita barvy označuje nejvyšší a nejnižší elektrický potenciál.

Elektrický dipól (řecky předpona di-, česky dva-, řecky πόλος (pólos), česky osa, volně přeloženo mající dva póly) vzniká, pokud kladné a záporné náboje nacházející se v jakémkoli elektromagnetickém poli nejsou v prostoru stejnoměrně rozmístěny.
Nejjednodušším a typickým příkladem dipólu je dvojice opačných nábojů vzdálených od sebe o malou vzdálenost vzhledem ke vzdálenosti, ve které tyto náboje vytvářejí elektrické pole. Přesněji řečeno je elektrický dipól soustava dvou nábojů stejné velikosti Q a opačného znaménka (záporný náboj Q− a kladný náboj Q+) v konstantní vzdálenosti d.
Pro více nábojů platí, že elektrické dipóly jsou jakákoli soustava stejných a opačných nábojů, kde je jedna strana pozitivní a druhá strana negativní.

## Související veličiny

Elektrický dipól, jeho pole s vyznačenými siločárami.

- Elektrický dipól, jeho pole s vyznačenými siločárami.Elektrický náboj (značka Q) vyjadřuje schopnost působit elektrickou silou. Kladný elektrický náboj je přenášený protony a záporný je přenášený elektrony. Shodné náboje se odpuzují a opačné přitahují. Elektrický náboj vytváří elektrické pole.
- Elektrostatické elektrické pole je vytvářeno nepohyblivým elektrickým nábojem a projevuje se působením elektrické síly na nabité částice.
- Elektrický potenciál (značka {\displaystyle \varphi }) je skalární fyzikální veličina, která popisuje potenciální energii jednotkového elektrického náboje v elektrostatickém poli.
- Elektrostatická potenciální energie je energie (značka E), kterou má každé těleso nacházející se v elektrickém poli určité síly.
- Intenzita elektrického pole (značka E) je vektorová fyzikální veličina, vyjadřující velikost a směr elektrického pole. Je definována jako elektrická síla působící na těleso s kladným jednotkovým elektrickým nábojem.
- Elektrický dipólový moment (značka p) je vektorová fyzikální veličina popisující nesymetrické rozdělení elektrického náboje, například v molekule nebo v malé skupině atomů. Dipólový moment je součinem elektrického náboje Q a vzdálenosti d. Směr vektoru p míří od záporného ke kladnému náboji.
- Moment síly (značka M) je vektorová fyzikální veličina, která vyjadřuje míru otáčivého účinku síly. Otáčivý účinek síly se vztahuje k danému bodu nebo přímce.

## Matematický popis

Vektor elektrického dipólového momentu mezi dvěma opačnými náboji.

Elektrický dipól můžeme charakterizovat pomocí elektrického dipólového momentu (p). Elektrické pole vytvořené dipólem (ve vzdálenosti velké vzhledem ke vzdálenostem nábojů dipól vytvářejících) je dáno vztahem pro elektrický potenciál ({\displaystyle \varphi }) nebo intenzitu elektrického pole (E).

### Elektrický potenciál
{\displaystyle \varphi (\mathbf {r} )={\frac {1}{4\pi \varepsilon _{0}}}{\frac {\mathbf {p} \cdot \mathbf {r} }{r^{3}}}}
kde {\displaystyle \varepsilon } je permitivita prostředí elektrického pole, {\displaystyle {\boldsymbol {r}}} je polohový vektor potenciálu {\displaystyle \varphi } a p je elektrický dipólový moment.

### Intenzita elektrického pole
{\displaystyle \mathbf {E} (\mathbf {r} )={\frac {1}{4\pi \varepsilon _{0}}}\left({\frac {3(\mathbf {p} \cdot \mathbf {r} )\mathbf {r} }{r^{5}}}-{\frac {\mathbf {p} }{r^{3}}}\right)}
kde {\displaystyle \varepsilon } je permitivita prostředí elektrického pole, {\displaystyle {\boldsymbol {r}}} je polohový vektor určující polohu daného bodu a p je elektrický dipólový moment.
Elektrický potenciál a intenzita elektrického pole dipólu klesá se vzdáleností od dipólu zhruba s třetí mocninou vzdálenosti. Z velké vzdálenosti se totiž dipól jeví jako elektricky neutrální. Tento fakt má velký význam při studiu interakcí atomů a molekul.

### Moment síly
Pokud dipól umístíme do elektrického pole, na oba náboje začnou působit elektrické síly stejné velikosti a opačného směru. Vzniká tak dvojice sil, která má na elektrický dipól otáčivý účinek. Tento účinek je závislý na velikosti elektrického dipólového momentu p a popisuje jej moment síly M.
Ve vnějším elektrickém poli o elektrické intenzitě E0 má elektrický dipól potenciální energii Ep:
{\displaystyle E_{\mathrm {p} }=-\mathbf {p} \cdot \mathbf {E} _{0}},
působí na něj síla F:
{\displaystyle \mathbf {F} =(\mathbf {p} \cdot \nabla )\mathbf {E} _{0}}
a moment síly je M:
{\displaystyle \mathbf {M} =\mathbf {p} \times \mathbf {E} _{0}}

## Molekulární dipóly
Peter Debye byl prvním vědcem, který rozsáhle studoval molekulární dipóly, proto jsou na jeho počest dipólové momenty měřeny v jednotce pojmenované Debye (značka D). Elektrické dipólové momenty má mnoho molekul kvůli nerovnoměrnému rozložení kladných a záporných nábojů na atomech, které obsahují. Pro molekuly existují tři typy dipólů – permanentní, okamžité a indukované.

### Permanentní dipóly
Permanentní dipól vzniká v molekule mezi dvěma atomy, které mají velmi rozdílnou elektronegativitu. Částečný kladný náboj se tak vytváří na jednom konci molekuly, zatímco částečný záporný náboj se tvoří na jejím druhém konci. Permanentní dipóly vytvářejí dipól-dipólovou interakci a molekula s trvalým dipólovým momentem se nazývá polární molekula.

### Okamžité (dočasné) dipóly
V některých molekulách se může vytvořit okamžitý dipól, pokud elektrony dočasně migrují do jedné části její struktury. Tyto dipóly mají menší velikost než trvalé dipóly, ale stále hrají velkou roli v chemii a biochemii.

### Indukované dipóly
Indukované dipóly vznikají, když jsou elektrony v molekule přitahovány nebo odpuzovány jinou polární molekulou. Molekula je tak polarizována tímto indukovaným dipólem. Tyto dipóly mají menší velikost než trvalé dipóly, ale stále hrají velkou roli v chemii a biochemii.

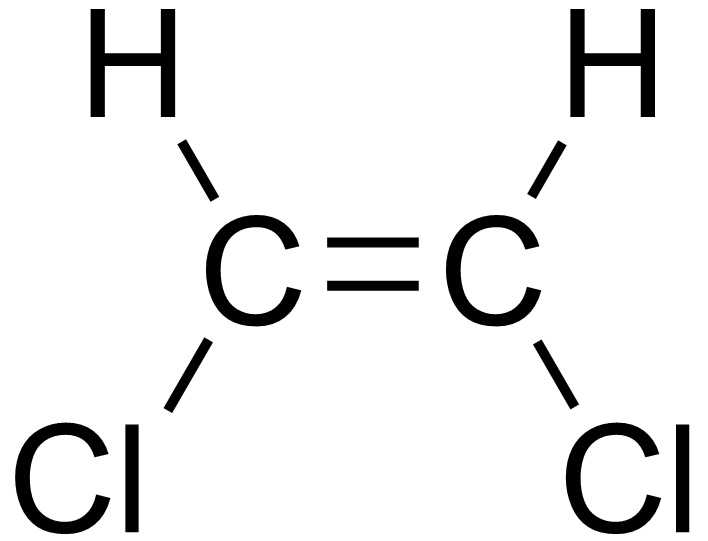
Izomer cis-1,2-dichloroethen, dipólový moment = 1,90 D

### Příklady
Hodnoty dipólového momentu lze získat měřením dielektrické konstanty. Příklady typických hodnot dipólových momentů plynné fáze některých sloučenin v jednotkách Debye (značka D):

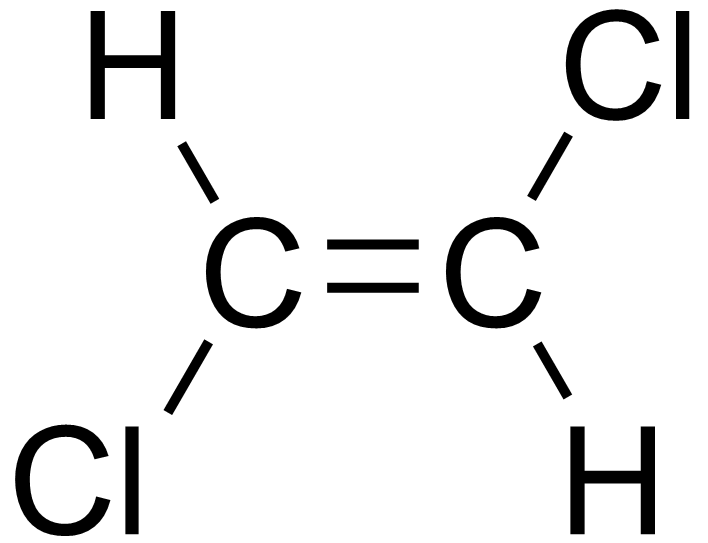
Izomer trans-1,2-dichloroethen, dipólový moment = 0 D

- Izomer trans-1,2-dichloroethen, dipólový moment = 0 Doxid uhličitý: 0 D
- oxid uhelnatý: 0,112 D
- ozon: 0,53 D
- fosgen: 1,17 D
- amoniak: 1,42 D
- vodní pára: 1,85 D
- kyanovodík: 2,98 D
- kyanamid: 4,27 D
- bromid draselný: 10,41 D